# みやぎチャレンジリーグ
みやぎチャレンジリーグ（Miyagi Challenge League、MCL）は、宮城県内のJリーグ・JFLチームの若手選手育成、及び社会人・大学トップチームの強化を目的としたサッカーのリーグ戦。

## 概要
かつてJリーグでは若手選手育成を目的としたJサテライトリーグを開催していたが、主にAFCチャンピオンズリーグとの兼ね合いと土日分散開催の影響で日程調整が困難となっており、また景気低迷の影響で各チームとも経費削減が急務となっていることもあり、2009年限りで廃止された。その代替として各地域毎に独自の育成リーグが創設され、東北地方ではMCLが創設されることとなった。
2010年発足。主催は宮城県サッカー協会とベガルタ仙台、主管はMCL実行委員会（事務局：ベガルタ仙台）で行われる。若手選手の育成のみならず、若手レフェリーの育成、チーム運営の強化なども目的とし、長期的にはユニオン的な組織の確立、選手・指導者等の人的資源の効果的かつ効率的な活用を目指している。
大会形式は参加9チームによる総当たり1回戦で行われ、順位を決定する。
2010年の開幕戦はユアテックスタジアムにおいて仙台対山形のみちのくダービーで行われ、サテライトながら6200人の観客を集めた。
しかし2011年以降行われなくなった。

## 参加チーム
2010年度
| - Jリーグ - ベガルタ仙台 - モンテディオ山形 - JFL - ソニー仙台FC | - 東北社会人リーグ - NEC TOKIN FC - 塩釜FCヴィーゼ - コバルトーレ女川 - 東北地区大学リーグ - 東北学院大学 - 仙台大学 - 東北大学 |